# Limonium johannis
Limonium johannis är en triftväxtart som beskrevs av Sandro Alessandro Pignatti. Limonium johannis ingår i släktet rispar, och familjen triftväxter. Inga underarter finns listade i Catalogue of Life.